# ويليام جونستون (سياسي أمريكي، مواليد 1804)
ويليام جونستون (بالإنجليزية: William Johnston) هو قاضي ومحامي وسياسي أمريكي، ولد في 1 أبريل 1804 في شيبنسبورغ في الولايات المتحدة، وتوفي في 15 أكتوبر 1891 في لوفلاند في الولايات المتحدة. نشط حزبياً في حزب اليمين. وقد انتخب Surveyor General of the Northwest Territory ‏ وانتخب عضو مجلس نواب أوهايو.